# エゾミクリ
エゾミクリ（Sparganium emersum）は、ガマ科ミクリ属の植物。

## 分布
北半球の北部に広く分布する。日本では、北海道と本州中部以北の河川、水路、湖沼などに生息する。

## 形態、生態
多年生の水生植物。環境によって抽水植物、浮葉植物、沈水植物のいずれの形態もとる可塑性を持つ。葉は線形で、抽水葉の長さは40－60cmだが、沈水葉の長さは最大160cmにもなる。
花期は7-9月、球状の頭状花序を形成する。花には雄性花と雌性花があり、枝分かれした花序に雄性頭花を4-7個、雌性頭花を3-4個形成する。花柱と柱頭をあわせた長さは3-4mmになるため、開花した雌性頭花は、針状の突起が密生したような外見となる。

## 類似種
同属のヤマトミクリやタマミクリに似る。ヤマトミクリは雌性頭花の花柱、柱頭が針状に密生しない点で区別でき、タマミクリは雄性頭花が雌性頭花に接する点でエゾミクリと異なる。

## 利用
観賞用の水草として利用されることがある。